# Каменец-Подольский округ
Каменецкий округ (укр. Кам’янецька округа; поначалу Каменецкий-Подольский округ, укр. Кам’янець-Подільський округ) — административно-территориальная единица Украинской ССР в 1923—1930 и 1935—1937 годах. Центр — город Каменец-Подольский.

## Округ в 1923—1930 годах
Каменец-Подольский округ был образован в составе Подольской губернии в 1923 году, когда по всей УССР вводилось окружное деление. В 1925 году губернское деление было упразднено, и округ перешёл в прямое республиканское подчинение.
По данным на 1 января 1926 года, округ делился на 16 районов: Виньковецкий, Должицкий, Дунаевецкий, Жванецкий, Зиньковецкий, Китай-Городский, Купинский, Ланцкоруньский, Маковский, Маньковецкий, Новоушицкий, Орынинский, Смотричский, Солобковецкий, Старо-Ушицкий и Чемеровецкий.
В 1930 году Каменец-Подольский округ был ликвидирован.
По данным на 1926 год, в округе проживало 540,7 тыс. чел. В том числе украинцы — 84,0 %; евреи — 8,5 %; поляки — 5,6 %; русские — 1,6 %.

## Округ в 1935—1937 годах
Вновь Каменец-Подольский округ был образован 1 апреля 1935 года в качестве пограничного округа Винницкой области. Делился на 8 районов: Дунаевецкий, Миньковецкий, Новоушицкий, Орининский, Смотричский, Солобковецкий, Старо-Ушицкий и Чемеровецкий. В 1937 году округ был упразднён, а его районы отошли к новой Каменец-Подольской области.